# جدول مدال‌های المپیک تابستانی ۱۹۴۸
جدول مدال بازیهای المپیک تابستانی ۱۹۴۸ فهرستی از مدالهای کسب شده توسط ورزشکاران است در طول برگزاری المپیک تابستانی سال ۱۹۴۸ میلادی که از ۲۹ ژوئیه تا ۱۴ اگوست در لندن انگلستان برگزار شد. در این دوره ۴۰۹۹ ورزشکار زن و مرد در ۱۹ رشته ورزشی از ۵۹ کشور دنیا شرکت داشتند.

## جدول مدال ها
رتبه بندی این جدول توسط کمیته بین‌المللی المپیک (ioc) اعلام شده است.
| رتبه  | کشور                      | طلا | نقره | برنز | مجموع مدال ها |
| ----- | ------------------------- | --- | ---- | ---- | ------------- |
| ۱     | ایالات متحده آمریکا (USA) | ۳۸  | ۲۷   | ۱۹   | ۸۴            |
| ۲     | سوئد (SWE)                | ۱۶  | ۱۱   | ۱۷   | ۴۴            |
| ۳     | فرانسه (FRA)              | ۱۰  | ۶    | ۱۳   | ۲۹            |
| ۴     | مجارستان (HUN)            | ۱۰  | ۵    | ۱۲   | ۲۷            |
| ۵     | ایتالیا (ITA)             | ۸   | ۱۱   | ۸    | ۲۷            |
| ۶     | فنلاند (FIN)              | ۸   | ۷    | ۵    | ۲۰            |
| ۷     | ترکیه (TUR)               | ۶   | ۴    | ۲    | ۱۲            |
| ۸     | چکسلواکی (TCH)            | ۶   | ۲    | ۳    | ۱۱            |
| ۹     | سوئیس (SUI)               | ۵   | ۱۰   | ۵    | ۲۰            |
| ۱۰    | دانمارک (DEN)             | ۵   | ۷    | ۸    | ۲۰            |
| ۱۱    | هلند (NED)                | ۵   | ۲    | ۹    | ۱۶            |
| ۱۲*   | بریتانیای کبیر (GBR)      | ۳   | ۱۴   | ۶    | ۲۳            |
| ۱۳    | آرژانتین (ARG)            | ۳   | ۳    | ۱    | ۷             |
| ۱۴    | استرالیا (AUS)            | ۲   | ۶    | ۵    | ۱۳            |
| ۱۵    | بلژیک (BEL)               | ۲   | ۲    | ۳    | ۷             |
| ۱۶    | مصر (EGY)                 | ۲   | ۲    | ۱    | ۵             |
| ۱۷    | مکزیک (MEX)               | ۲   | ۱    | ۲    | ۵             |
| ۱۸    | آفریقای جنوبی (RSA)       | ۲   | ۱    | ۱    | ۴             |
| ۱۹    | نروژ (NOR)                | ۱   | ۳    | ۳    | ۷             |
| ۲۰    | جامائیکا (JAM)            | ۱   | ۲    | ۰    | ۳             |
| ۲۱    | اتریش (AUT)               | ۱   | ۰    | ۳    | ۴             |
| ۲۲    | هند (IND)                 | ۱   | ۰    | ۰    | ۱             |
| ۲۲    | پرو (PER)                 | ۱   | ۰    | ۰    | ۱             |
| ۲۴    | یوگسلاوی (YUG)            | ۰   | ۲    | ۰    | ۲             |
| ۲۵    | کانادا (CAN)              | ۰   | ۱    | ۲    | ۳             |
| ۲۶    | پرتغال (POR)              | ۰   | ۱    | ۱    | ۲             |
| ۲۶    | اروگوئه (URU)             | ۰   | ۱    | ۱    | ۲             |
| ۲۸    | سیلان (CEY)               | ۰   | ۱    | ۰    | ۱             |
| ۲۸    | کوبا (CUB)                | ۰   | ۱    | ۰    | ۱             |
| ۲۸    | اسپانیا (ESP)             | ۰   | ۱    | ۰    | ۱             |
| ۲۸    | ترینیداد و توباگو (TRI)   | ۰   | ۱    | ۰    | ۱             |
| ۳۲    | کره جنوبی (KOR)           | ۰   | ۰    | ۲    | ۲             |
| ۳۲    | پاناما (PAN)              | ۰   | ۰    | ۲    | ۲             |
| ۳۴    | برزیل (BRA)               | ۰   | ۰    | ۱    | ۱             |
| ۳۴    | ایران (IRI)               | ۰   | ۰    | ۱    | ۱             |
| ۳۴    | لهستان (POL)              | ۰   | ۰    | ۱    | ۱             |
| ۳۴    | پورتوریکو (PUR)           | ۰   | ۰    | ۱    | ۱             |
| Total | Total                     | ۱۳۸ | ۱۳۵  | ۱۳۸  | ۴۱۱           |